# Daiki Nishiyama
Daiki Nishiyama –en japonés, 西山 大希, Daiki Nishiyama– (Higashihiroshima, 20 de noviembre de 1990) es un deportista japonés que compitió en judo. Ganó dos medallas de plata en el Campeonato Mundial de Judo en los años 2010 y 2011, y dos medallas de plata en el Campeonato Asiático de Judo en los años 2011 y 2015.

## Palmarés internacional
| Campeonato Mundial  | Campeonato Mundial | Campeonato Mundial | Campeonato Mundial |
| Año                 | Lugar              | Medalla            | Categoría          |
| ------------------- | ------------------ | ------------------ | ------------------ |
| 2010                | Tokio (Japón)      | Medalla de plata   | –90 kg             |
| 2011                | París (Francia)    | Medalla de plata   | –90 kg             |
| Campeonato Asiático |                    |                    |                    |
| Año                 | Lugar              | Medalla            | Categoría          |
| 2011                | Abu Dabi (EAU)     | Medalla de plata   | –90 kg             |
| 2015                | Kuwait (Kuwait)    | Medalla de plata   | –90 kg             |